# 泡叶栒子
泡叶栒子（学名：Cotoneaster bullatus）为蔷薇科栒子属的植物，为中国的特有植物。分布于中国大陆的云南、四川、西藏、湖北等地，生长于海拔2,000米至3,200米的地区，一般生长在河岸旁、坡地疏林内及山沟边。
其种加词“bullatus”意为“起泡的”。

## 异名
- 泡叶栒子多花变型（学名：Cotoneaster bullatus f. floribundus）为蔷薇科栒子属下的一个变型。
- 泡叶栒子大叶变种（学名：Cotoneaster bullatus var. macrophyllus）为蔷薇科栒子属下的一个变种。